# Tamarixia flaviventris
Tamarixia flaviventris är en stekelart som först beskrevs av Kostjukov 1978.  Tamarixia flaviventris ingår i släktet Tamarixia och familjen finglanssteklar. Inga underarter finns listade i Catalogue of Life.